# Lasioglossum dynastes
Lasioglossum dynastes är en biart som först beskrevs av Charles Thomas Bingham 1898.  Lasioglossum dynastes ingår i släktet smalbin, och familjen vägbin. Inga underarter finns listade i Catalogue of Life.